# Tommaso Bona

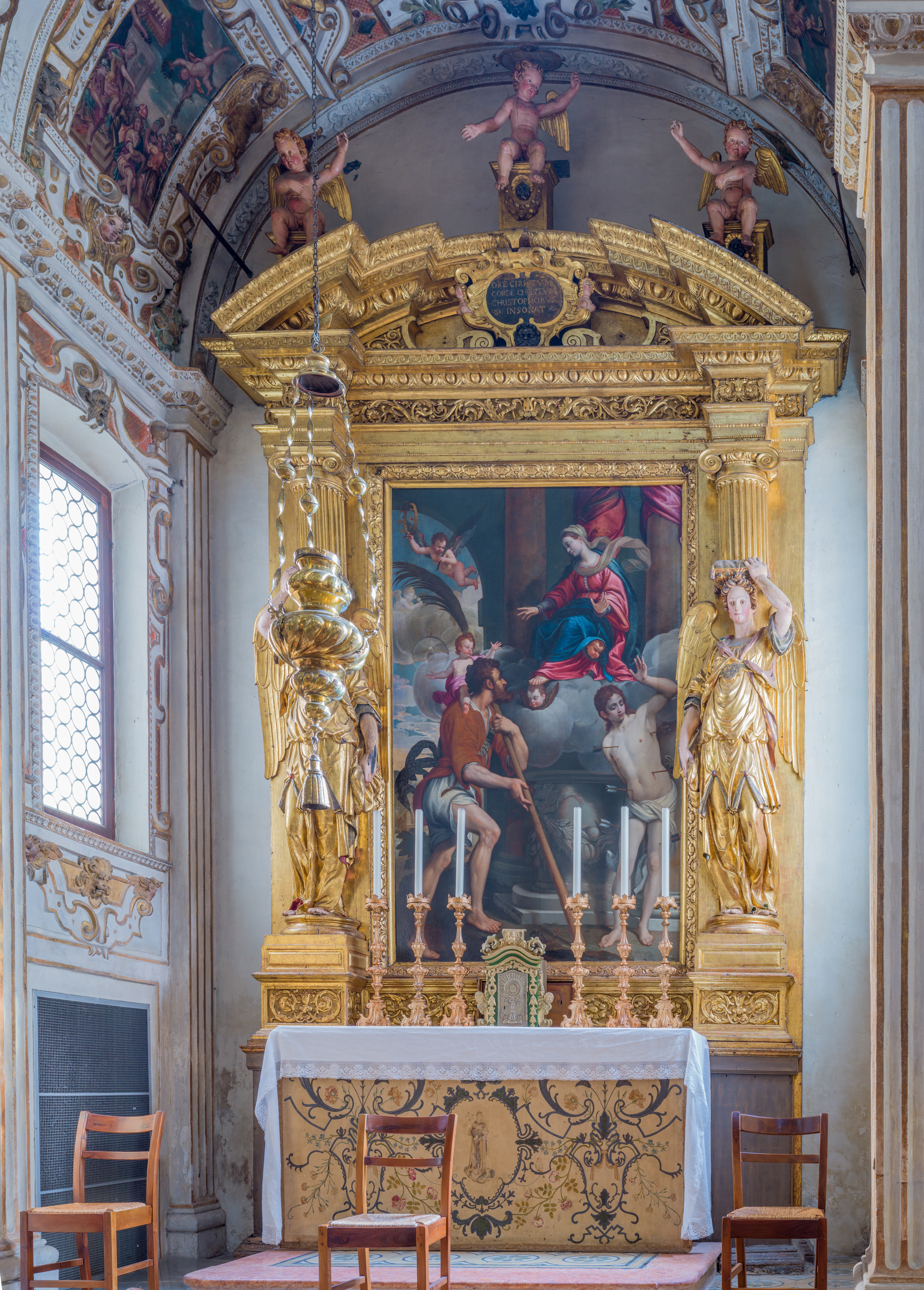
Pala d'altare di Tommaso Bona con Vergine e San Cristoforo e San Pietro nella chiesa di Santa Maria Annunziata a Salò.

Tommaso Bona (Brescia, 1548 – Brescia, 1614) è stato un pittore italiano del periodo rinascimentale, attivo principalmente a Brescia nella seconda metà del XVI secolo.

## Biografia
Dipinge una Maddalena per la chiesa dell'Annunziata a Brescia. Fu influenzato dallo stile di Tintoretto. Nel 1577, insieme a Pietro Marone, dipinse la navata centrale del duomo vecchio di San Pietro. Dipinse anche nella Sala del Consiglio del Palazzo della Loggia (firmato il 18 luglio 1588) e una Natività un tempo nella sagrestia della chiesa di Santa Maria dei Miracoli a Brescia. Morì a Brescia nel 1614.